# Манастир Светог Јована Крститеља код Горњег Матејевца
Манастир Светог Јована Крститеља припада Епархији нишкој Српске православне цркве и представља непокретно културно добро као споменик културе. Првобитни манастир везује се за време цара Константина Великог. Година градње је без поузданих података, али због начина градње, везује се за 11. век.

## Положај и прошлост
Смештен је у близини села Горњи Матејевац, између брда Бели Врх и Темени Врх. Помиње у турским пописима из 1498, 1516. и 1564. године када је већ опустео.По предању, у време турског ропства живело дванаест монаха, који су били народни просветитељи, пчелари и преписивачи богослужбених књига.

## Манастирска црква
Манастирска црква је једнобродна трикохална грађевина са мањом припратом на западној страни. Подужни полуобличасти свод се ослања на бочне лукове подупрте масивним пиластрима. Укопан је око један метар у земљу. Подне површине покривене су брижљиво клесаним каменим плочама. За часну трпезу послужио је антички стуб. У зиду између наоса и припрате налази се велики лучно обликован улазни отвор, изнад кога је двопојасна лунета.
Крајем 16. века црква је обнављана, када је дозидана припрата, а нешто касније, у првим деценијама 17. века, црква је живописана. Последњим интервенцијама из 1835. године, у време митрополита Калиника, извршена је општа консолидација храма, обновљена фасада, прозори, портал и подне површина наоса и припрате.
1869. године урађен је нови живопис од стране путујуће зографске дружине, о чему сведочи натпис изнад улаза у наос и иконостас који је из тог времена.
У време Октобарске револуције руске монахиње одбегле од бољшевичког терора нашле су уточиште у овом манастиру, где су основали школу за слепе (св. Синод је у септембру 1923. одлучио да ће у манастиру бити „колонија слепих девојака”).